# プレミア・オートモーティブ・グループ
座標: 北緯33度39分26秒 西経117度44分55秒 / 北緯33.6573338度 西経117.7485857度
プレミア・オートモーティブ・グループ（英語: Premier Automotive Group, PAG）は、フォード・モーターが1999年に設立した、高級自動車ブランドを統括する事業部。2006年から2011年にかけて各ブランドの売却により順次解体されていった。

## 沿革
PAGは、当時CEOを務めていたジャック・ナッサーのもとで1999年に設立され、最大時にはリンカーン、マーキュリー、アストンマーティン、ジャガー、ランドローバー、ボルボ・カーズの各ブランドを統括していた。『フォーブス』誌による2004年の推計では、フォードがPAGを構成する自動車メーカーの買収に費やした総額を170億ドルとしている。
2002年には、リンカーンとマーキュリーがフォードの直轄に戻された。ドイツ人の執行部によりイギリス・ロンドンの拠点で運営されていたリンカーン部門の本部は、PAGの北米オフィスに併合された。
それ以外のPAGに所属していたアストンマーティン、ジャガー、ランドローバー、ボルボの4ブランドは、それぞれが本質的に個別の市場や販売ネットワークを抱えていたため、事業の統合による相乗効果はほとんど得られなかった。フォードはコスト削減のためにパーツや技術の共通化を推進したが、その結果いくつかの製品は大衆車であるフォードとあまりにも似通ってしまい、とくにジャガー・Xタイプは小型の高級車として秀逸な製品であったにもかかわらず、プラットフォームをフォード・モンデオと共有していたことが、評価を低下させる要因となった。その一方、独立メーカーだった時期にはBMWやメルセデス・ベンツなどドイツの高級車ブランドがエントリークラスの車種を拡充させていたためにアメリカでのシェアを奪われていたボルボは、740/940やS70の投入により、手頃な高級車ブランドの成功例のひとつとなった。
2006年に社長兼CEOに就任したアラン・ムラーリーは、PAGの解体に着手した。2006年9月には、消滅した“ローバー”ブランドを、ランドローバーブランドの保護のためにBMWから取得した。2007年には、アストンマーティンの株式の92%をデビッド・リチャーズが率いる投資家グループに売却した。2008年3月には、ジャガーとランドローバーをインドのタタ・モーターズに売却した。2010年には、PAGに最後まで残っていたボルボ・カーズを、中国のジーリーホールディンググループに18億ドルで売却した。

## 責任者
- 1999年 - 2002年：ウォルフガング・ライツレ（英語版）
- 2002年 - 2005年：マーク・フィールズ（英語版）
- 2005年 - 2008年：ルイス・ブース（英語版）

## 本部
PAGの本部はカリフォルニア州アーバインの、北米マツダのオフィスの隣接地に置かれた。後に建物はタコベルの本社オフィスとなっている。
PAGの北米オフィスは6,800万ドルの費用をかけ2001年に完成した。これはカリフォルニア州オレンジ郡でフォードが建設した初の建物で、さらに米国グリーンビルディング協会によるLeadership in Energy and Environmental Design認証に適合した初の建物でもある。本部を開設した当初は、いくつかの階ではPAG所属の各ブランドが占有する形でフロアが割り当てられた。この建物の近隣には、90,000平方フィートの敷地面積を有する製品開発センターも整備された。2008年末には、かつてのPAG本部ビルをレストランチェーンのタコベルが賃貸する契約が公表された。フォードは少数の開発スタッフをビルに留めておく計画を立てていたが、このことはPAGの物語の終焉であり、フォードの高級車戦略の高く付いた失敗に対する皮肉と広く受け止められた。『ニューヨーク・タイムズ』紙は冷ややかに問いかけた。「ドライブスルーの受取窓口は設置されるだろうか？」

## 所属ブランド

### アストンマーティン
アストンマーティンはPAGのメンバーであった。フォードは1987年にアストンマーティンの株式を取得し、1991年からは完全な経営権を掌握した。2007年には4億7900万ポンドで売却した。しかしながら、フォードは4000万ポンド（8%）の株式を保有している。

### リンカーン
フォードの高級車部門であるリンカーンは、1990年代末にPAGの一員となったが、2002年にはフォードが国内ブランドと「輸入」ブランドを分離する経営戦略に転換したことに伴い離脱した。PAGの設立の過程で、1998年のリンカーン・タウンカーのデザイン変更を契機として、リンカーンの車種構成は完全に刷新された。同年にはSUVのリンカーン・ナビゲーターが、2000年にはジャガー・Sタイプとエンジンやプラットフォームを共有するリンカーン・LSが導入された。この3車種はアーバインでデザインされているが、ジャガーのデザインテーマから多大な影響を受けているとの指摘を多く受けている。1998年と2000年の両年でリンカーンはアメリカで最も販売数が多い高級車ブランドとなった。ところが2002年にキャデラックが急激に巻き返すと、フォードはリンカーンをPAGから切り離し、このことは『フォーブズ』誌のジェリー・フリントに「戦略が全く理解できない」と評された。

### ジャガー
フォードは1989年にジャガーの株式を取得した。当初はPAGの直下に所属させたが、ランドローバーを取得してからはジャガーとランドローバーを一体として扱い、2008年には一括して売却した。

### ランドローバー
フォードは2000年に旧ローバー・グループの解体後にBWMからランドローバーを取得した。2006年9月18日には、フォードがローバーブランドの使用権を取得したことを公表した。BMWはMGローバー・グループに、2000年から上海汽車集団（SAIC）との合併に失敗し経営破綻する2005年までローバーの名称をライセンスしていた。フォードはランドローバーを取得する一環として、MGローバー・グループが事業継続を断念した場合にローバーの名称を取得する優先権を与えられていた。フォードはこの名称を実際の製品に使用する予定はなく、あくまでもランドローバーの名称の使用権を保護するための取引であった。
フォードは2008年3月にジャガーとランドローバーを11億5000万ポンドでタタ・モーターズに売却した。この取引には、ローバー以外にもデイムラーやランチェスターの名称が含まれている。

### ボルボ・カーズ
フォードは1999年にボルボから乗用車部門を取得し、商用車部門とは別会社となった。シンボルマークや商標の使用権は両社に与えられた。ジーリーは2008年半ばにはボルボ・カーズの譲渡をフォードに打診していたとされる。2009年10月28日には、ジーリーが売却の有力候補であるとフォードから公表された。同年12月23日には、ジーリーへの売却のための全ての実質的な取引条件が設定されたとフォードが認めた。2010年3月28日には、ジーリーがボルボ・カーズをフォードから18億ドルで取得する契約を締結し、同年10月2日に取引が完了した。